# Alfred Roller

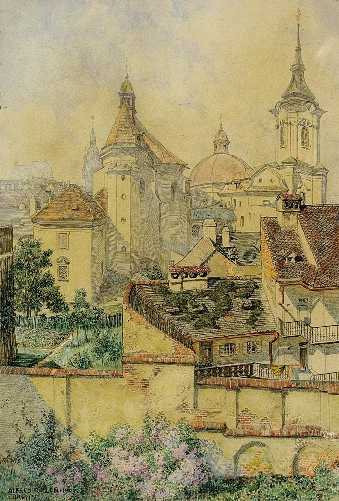
Alfred Roller: Brünn, 1907.

Alfred Roller, född den 2 oktober 1864 i Brünn (nu Brno i Tjeckien), död den 21 juni 1935 i Wien, var en österrikisk konstnär.
Roller studerade vid akademien i Wien, blev 1900 professor vid och 1909 ledare för Staatsgewerbeschule samt utövade en betydande verksamhet som lärare i konstindustriella ämnen.